# Anar Sergejewitsch Chalilow
Anar Sergejewitsch Chalilow (russisch Анар Сергеевич Халилов, wiss. Transliteration Anar Sergeevič Chalilov; * 28. März 1994 in Moskau) ist ein russischer Schauspieler und Model.

## Leben
Chalilow wurde am 28. März 1994 in Moskau, laut anderen Angaben in Baku geboren. 2017 absolvierte er das Boris Schtschukin Theaterinstitut und schloss sich anschließend dem ARCADIA-Theater an. Er debütierte Mitte der 2010er Jahre als Schauspieler. Zudem ist er als Model tätig. Eine größere Rolle hatte er 2019 in Guests – Das Tor zur Hölle.

## Filmografie (Auswahl)
- 2014: Pyataya strazha (Пятая стража)
- 2014: Pyatnitskiy. Glava chetvortayaPyataya strazha (Пятницкий. Глава четвёртая)
- 2016: Inner City (Icheri Sheher/Ичери Шехер)
- 2016: Dance with Me (Tantsuy so mnoy/Танцуй со мной)
- 2016: A different me
- 2019: Guests – Das Tor zur Hölle (Gosti/Гости)
- 2019: Igra (Игра)